# Aeropuerto de Ohrid San Pablo Apóstol
El Aeropuerto Ohrid San Pablo Apóstol (macedonio: Аеродром „Св. Апостол Павле“ Охрид, romanizado: Aerodrom „Sv. Apostol Pavle“ Ohrid), también conocido como Aeropuerto de Ohrid, es un aeropuerto internacional en Ohrid, Macedonia del Norte. El aeropuerto está ubicado a 9 km (5,6 millas) al noroeste de Ohrid. El objetivo principal del Aeropuerto San Pablo Apóstol es servir como segundo aeropuerto en Macedonia del Norte y como alternativa al Aeropuerto Internacional de Skopie y atender vuelos que traen turistas con destino a Ohrid.  

## Historia
La última reconstrucción de la pista se realizó en 2004, cuando se instaló un sistema de iluminación de primera categoría con luces de aproximación simples. Otras características permiten el despegue, el aterrizaje y las maniobras con diferentes tipos de aeronaves.
En 2008, el Gobierno de Macedonia del Norte firmó un contrato con la empresa turca Tepe Akfen Ventures (TAV) para una concesión de veinte años durante la cual esta empresa gestionará los dos aeropuertos existentes en Macedonia del Norte, Ohrid y Skopie. El aeropuerto de Ohrid ha modernizado su terminal y sus secciones vip.

## Instalaciones
El aeropuerto puede acoger aeronaves de tamaño pequeño y mediano. La plataforma puede tener aparcados al mismo tiempo hasta nueve aeronaves y la terminal está equipada para atender hasta 400.000 pasajeros al año. Entre otras comodidades, el edificio de la terminal cuenta con un mostrador de información, un restaurante, una tienda libre de impuestos y una sala vip. No hay sala de llegadas. El público local espera a los pasajeros fuera del edificio.

### Transporte
Actualmente no hay autobuses que conecten el aeropuerto con el centro de Ohrid. El precio normal del taxi para el trayecto de 9 km es de 12 euros o 740 dinares macedonios.

## Aerolíneas y destinos
Las siguientes aerolíneas operan vuelos regulares y de temporada en el Aeropuerto de Ohrid San Pablo Apóstol:
| Aerolíneas              | Destinos                                                                       |
| ----------------------- | ------------------------------------------------------------------------------ |
| Air Serbia              | Estacional: Belgrado                                                           |
| Chair Airlines          | Zúrich                                                                         |
| Corendon Dutch Airlines | Estacional: Ámsterdam                                                          |
| Edelweiss Air           | Estacional: Zúrich                                                             |
| LOT Polish Airlines     | Estacional: Katowice                                                           |
| TUI Airways             | Estacional: Londres-Gatwick (reinicia el 27 de mayo de 2026), Mánchester       |
| TUI fly Netherlands     | Estacional: Ámsterdam                                                          |
| Turkish Airlines        | Estambul                                                                       |
| Wizz Air                | Basilea-Mulhouse (inicia el 27 de octubre de 2025), Dortmund, Memmingen, Viena |

## Estadísticas
El número de pasajeros en el aeropuerto se muestra en la siguiente tabla:
| Años | N.º de pasajeros | Variación anual | N.º de operaciones | Variación anual |
| ---- | ---------------- | --------------- | ------------------ | --------------- |
| 1990 | 67.811           | —               | —                  | —               |
| 1991 | 60.440           | 10,9%           | —                  | —               |
| 1992 | 34.344           | 43,2%           | —                  | —               |
| 1993 | 48.022           | 39,8%           | —                  | —               |
| 1994 | 18.681           | 61,1%           | —                  | —               |
| 1995 | 39.270           | 110,2%          | —                  | —               |
| 1996 | 104.229          | 165,4%          | —                  | —               |
| 1997 | 42.544           | 59,2%           | —                  | —               |
| 1998 | 55.417           | 30,3%           | —                  | —               |
| 1999 | 74.497           | 34,4%           | —                  | —               |
| 2000 | 65.941           | 11,5%           | —                  | —               |
| 2001 | 53.954           | 18,2%           | —                  | —               |
| 2002 | 60.209           | 11,6%           | —                  | —               |
| 2003 | 51.082           | 15,5%           | —                  | —               |
| 2004 | 32.309           | 36,8%           | —                  | —               |
| 2005 | 53.901           | 66,8%           | —                  | —               |
| 2006 | 50.336           | 6,6%            | —                  | —               |
| 2007 | 45.515           | 9,6%            | —                  | —               |
| 2008 | 44.413           | 2,4%            | —                  | —               |
| 2009 | 33.873           | 23,7%           | —                  | —               |
| 2010 | 14.095           | 58,4%           | —                  | —               |
| 2011 | 78.246           | 455,1%          | 906                | —               |
| 2012 | 84.736           | 8,3%            | 866                | 4,4%            |
| 2013 | 83.060           | 2,0%            | 1069               | 23,4%           |
| 2014 | 69.984           | 15,7%           | 821                | 23,2%           |
| 2015 | 107.916          | 54,2%           | 1133               | 38,0%           |
| 2016 | 145.002          | 34,5%           | 1446               | 27,6%           |
| 2017 | 159.072          | 9,7%            | 1450               | 0,3%            |
| 2018 | 184.283          | 15,8%           | 1562               | 7,7%            |
| 2019 | 317.218          | 72,1%           | 2623               | 67,9%           |
| 2020 | 72.086           | 77,3%           | 606                | 76,9%           |
| 2021 | 122.154          | 69,5%           | 976                | 61,1%           |
| 2022 | 232.232          | 90,1%           | 1566               | 61,8%           |
| 2023 | 265.896          | 14,5%           | 462                | 6,0%            |
| 2024 | 219.916          | 17,3%           | —                  | —%              |
| 2025 | —                | —%              | —                  | —%              |

## Accidentes e incidentes
- El 20 de noviembre de 1993, el vuelo 110 de Avioimpex, un Yakovlev Yak-42, se estrelló cerca del aeropuerto. El avión volaba desde Ginebra a Skopie, pero había sido desviado a Ohrid debido a las malas condiciones climáticas. Los ocho miembros de la tripulación y 116 pasajeros murieron como resultado del accidente.[7]